# Vansbro station

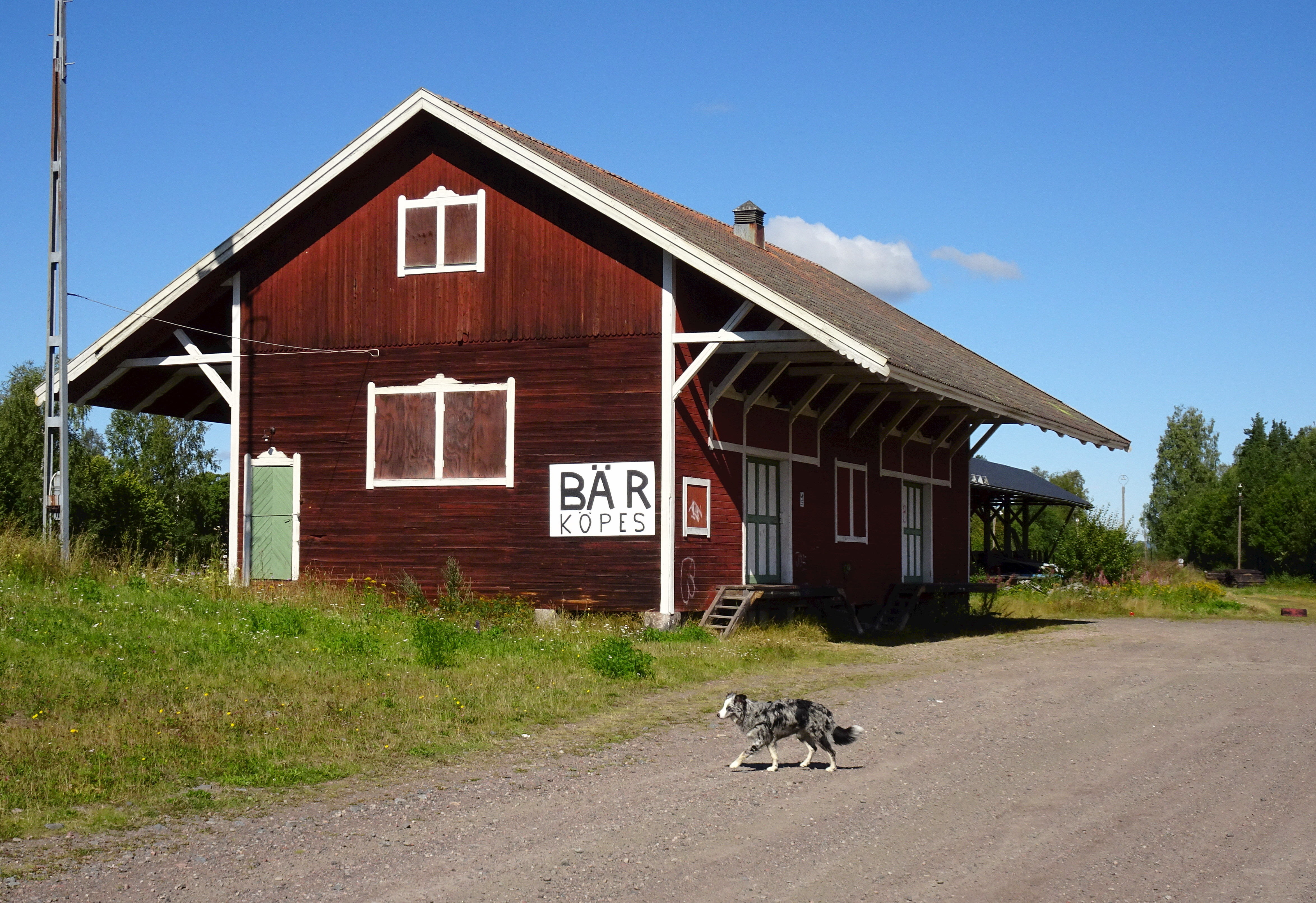
Gamla godsmottagningen, 2016.

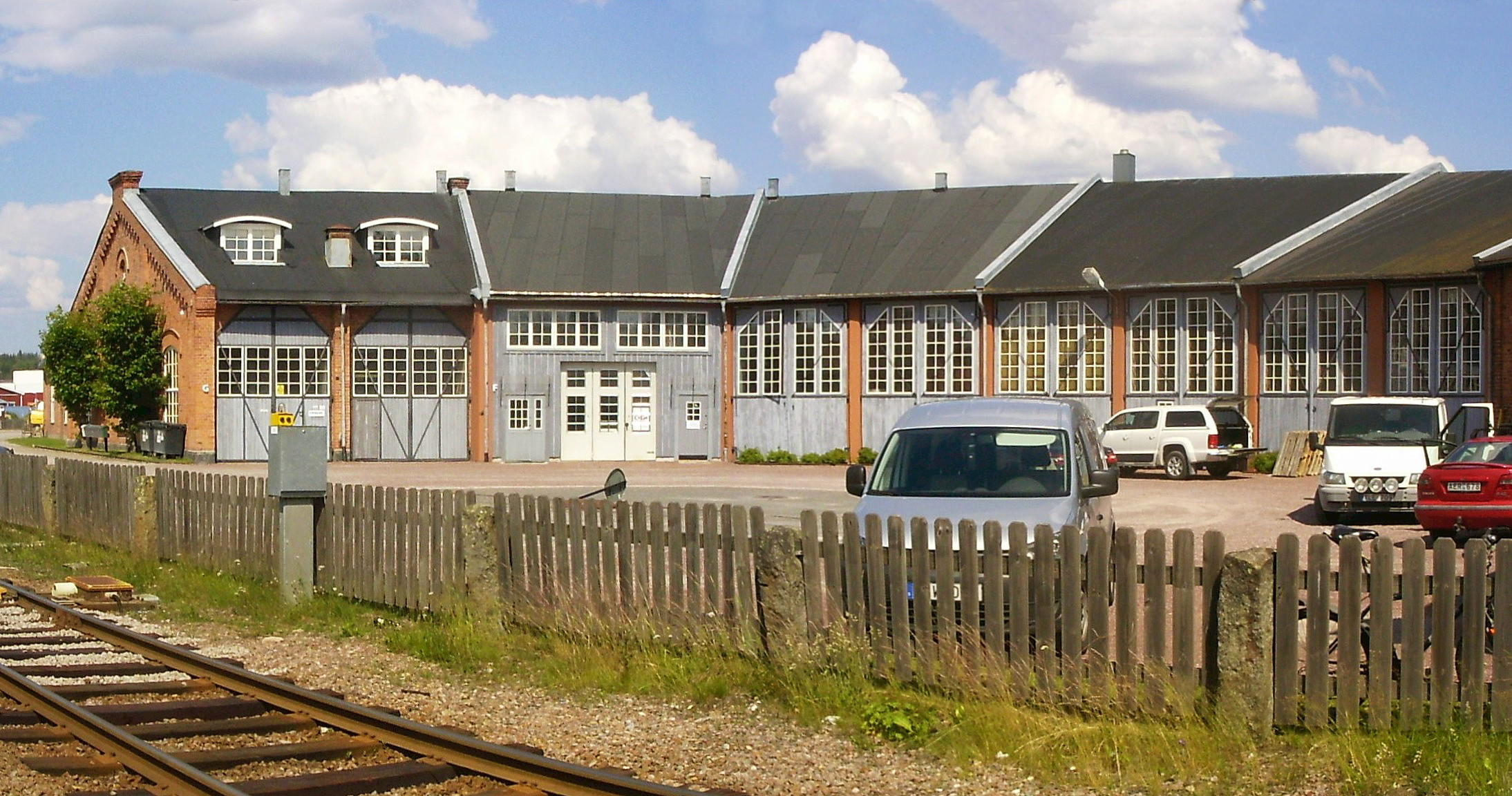
Gamla lokstallet, 2014.

Vansbro station är en järnvägsstation i Vansbro. Stationen byggdes 1899, längs med Inlandsbanan (dåvarande MVJ), och var även fram till 1934 slutstation för tågen på SWB. Stationshuset är sedan år 1975 ett lagskyddat byggnadsminne. 

## Historik
Det ståtliga stationshuset ritades av arkitekt Erik Lallerstedt som utformade samtliga byggnader längs den dåvarande järnvägslinjen mellan Ängelsberg och Vansbro. Huset gestaltades påkostat med tanke på att Dalarnas centrum skulle ligga i Vansbro. Byggnaden är uppförd i rött tegel med ljusa, slätputsade och stenimiterande detaljer. Stilen motsvarar nyrenässans. Ursprungligen inrymdes poststation, gods- och biljettexpedition, flera väntsalar samt telefon- och telegrafväxel. På övre våningsplanet låg stationsföreståndarens bostad och på vinden fanns ett övernattningsrum för konduktören.
År 1934 byggdes en ny järnvägslinje till Malung, och kopplades samman med en järnväg till Särna via Sälen. Vansbro blev då en knutpunkt för järnvägar mot fyra olika riktningar.

## Upprivningar och nedläggningar
År 1969 skedde stora förändringar för stationen, Inlandsbanans linje Lesjöfors–Vansbro–Mora lades ned, dock gick det sista godståget ifrån Vansbro mot Kristinehamn 1974. Därmed var järnvägsknuten Vansbro, bruten. 1973–1974 revs Västerdalsbanans sträckning från Malungsfors till Särna via Sälen upp. Den 10 december 2011 gick sista persontåget mellan Borlänge och Malung och sedan lades persontrafiken ned. 

## Stationen idag
Det är idag ingen verksamhet i stationsbyggnaden förutom några kontorslokaler. Godstrafik förekommer också från Dalasågen, och Rågsvedens sågverk i Äppelbo. Cirka 300 meter söder om stationshuset ligger det gamla lokstallet som är ombyggt och där Gunde Svan bedriver verksamhet, bland annat finns här turistinformationen.